# Castro Vicente
Castro Vicente é uma povoação portuguesa sede da Freguesia de Castro Vicente do Município de Mogadouro, freguesia com 33,76 km² de área e 265 habitantes 
(censo de 2021), tendo, por isso, uma densidade populacional de 7,8 hab./km².
Castro Vicente foi vila e sede de concelho entre 1305 e 1836. Este era constituído pelas freguesias de Agrobom, Gebelim, Parada, Saldonha, Soeima, Vale Pereiro, Vilar Chão, Lombo, Peredo dos Cavaleiros e Castro Vicente. Tinha, em 1801, 2 882 habitantes. Ocupava uma superfície de cerca de 169 km². Aquando da extinção do município, as suas freguesias foram incorporadas no entretanto extinto concelho de Chacim.

## Demografia
A população registada nos censos foi:
| Ano  | 0-14 Anos | 15-24 Anos | 25-64 Anos | > 65 Anos |
| 2001 | 70        | 55         | 177        | 118       |
| 2011 | 31        | 28         | 166        | 112       |
| 2021 | 18        | 18         | 129        | 100       |

## Aldeias
A freguesia é composta por três aldeias:
- Castro Vicente - 222 habitantes em 2011
- Porrais - 69 habitantes em 2011
- Vilar Seco - 42 habitantes em 2011[4]

## Política

### Eleições Autárquicas
| Data | %       | V       | %       | V       | %     | V  | %       | V       | %       | V       |
| Data | PPD/PSD | PPD/PSD | CDS-PP  | CDS-PP  | PS    | PS | PSD-CDS | PSD-CDS | PCP-PEV | PCP-PEV |
| ---- | ------- | ------- | ------- | ------- | ----- | -- | ------- | ------- | ------- | ------- |
| 2001 | 55,97   | 4       |         |         | 42,05 | 3  |         |         |         |         |
| 2005 | 53,74   | 4       | 43,68   | 3       |       |    |         |         |         |         |
| 2009 | 50,80   | 4       | 33,76   | 2       | 13,18 | 1  | 0,64    | -       |         |         |
| 2013 | 51,68   | 4       |         |         | 45,97 | 3  |         |         |         |         |
| 2017 | CDS-PP  | CDS-PP  | PPD/PSD | PPD/PSD | 36,08 | 3  | 59,61   | 4       |         |         |

## Património
- Castro Vicente (castro) ou Castro de Vila Velha
- Pelourinho de Castro Vicente